# Nabarzanes
Nabarzanes fue uno de los generales de Darío III. Mandó la caballería en la batalla de Issos.

## Carrera militar
A la muerte de Filipo II de Macedonia, Demóstenes, en Atenas, había predicho la derrota del rey de Macedonia. No obstante, la victoria de Issos acabó, al menos temporalmente, con las tentativas de independencia de las ciudades griegas. Nabarzanes mandó la caballería persa en el flanco derecho durante este combate.
Sin embargo, la situación de Alejandro era peligrosa. Uno de los mejores oficiales persas, Nabarzanes, se había retirado con copiosa caballería a Capadocia y Paflagonia y reunió además nuevas tropas (a finales del 333 o principios del 332 a. C.). Así pues, la retaguardia de Alejandro estaba amenazada, al igual que sus líneas de abastecimiento en Asia Menor. Además Darío estaba reuniendo claramente un nuevo ejército. Por añadidura, la flota persa representaba un grave peligro en el mar Egeo. Por ello el dominio de la costa fenicia se volvió indispensable para el monarca macedonio, para servirle de vía de abastecimiento. Por ello, Alejandro abandonó la persecución de Darío y se encaminó hacia el sur, hacia Arado (al norte de Fenicia) mientras que Parmenión marchó hacia Damasco, donde se apoderó de los bagajes del soberano persa. Alejandro nombró al mismo tiempo jefe de las fuerzas macedonias desplegadas en Asia menor a uno de sus oficiales más enérgicos, Antígono. Este desbarató la ofensiva persa en la zona con la ayuda de Nearco en la primavera del 332 a. C. 
Nabarzanes se coligó con el sátrapa de Bactriana, Beso, para asesinar a Darío después de la derrota que este sufrió en Gaugamela. Darío estuvo a punto de asesinarlo cuando sugirió que se retirase a alguna de las satrapías más orientales y cediese el poder a Beso. Después del asesinato del rey se retiró a Hircania e hizo las paces con Alejandro Magno, a quien ofreció el eunuco Bagoas. Nada se sabe de él tras haber recibido el perdón de Alejandro.